# Spitzbergel
Das Spitzbergel ist ein 324,7 Meter hoher Berg im Pfälzerwald.

## Geographie

### Lage
Das Spitubergel befindet sich innerhalb der Haardt, wie der Ostrand des Pfälzerwald genannt wird, Es bildet den östlichen Sporn der Nordkuppe des Blättersberg. Sein Ostteil gehört zur Stadt Edenkoben, der Westteil zu einer Waldexklave der Ortsgemeinde Venningen. Die Südwestflanke ist Bestandteil von Rhodt unter Rietburg. Unmittelbar südlich erstreckt sich der zu Edenkoben gehörende Wohnplatz Ludwigshöhe.

### Naturräumliche Zuordnung
1. Großregion 1. Ordnung: Schichtstufenland beiderseits des Oberrheingrabens
2. Großregion 2. Ordnung: Pfälzisch-Saarländisches Schichtstufenland
3. Großregion 3. Ordnung: Pfälzerwald
4. Region 4. Ordnung (Haupteinheit): Mittlerer Pfälzerwald
5. Region 5. Ordnung: Haardt

## Natur
Auf dem Berg befindet sich das flächenhafte Naturdenkmal Am Spitzbergel, das den Bestand von Zypressen-Flachbärlapp umfasst.

## Bauwerke
An seinem Südfuß befinden sich die Villa Ludwigshöhe, der Luitpold-Brunnen und die Talstation der Rietburgbahn. Am seinem Ostfuß liegt die Sportschule Edenkoben.

## Tourismus
Über den Berg verlaufen der Prädikatswanderweg Pfälzer Weinsteig, der Pfälzer Keschdewegs owie ein Wanderweg, der mit einem roten Balken gekennzeichnet ist und der eine Verbindung mit Siebeldingen sowie Neuleiningen schafft.